# Кобиев, Захарий Семёнович
Захарий Семёнович Кобиев (1864 — не ранее 1917) — командир 6-го уланского Волынского полка, полковник, георгиевский кавалер.

## Биография
Православный. Из дворян. Уроженец Тифлисской губернии. Среднее образование получил в Тифлисском реальном училище, где окончил полный курс.
Окончил Елисаветградское кавалерийское юнкерское училище, откуда выпущен был эстандарт-юнкером, 24 мая 1891 года произведен корнетом в 43-й драгунский Тверской полк.
Произведен в поручики 15 марта 1896 года. 19 декабря 1897 года переведен в 44-й драгунский Нижегородский полк. Произведен в штабс-ротмистры 24 апреля 1898 года.
С началом русско-японской войны, 26 марта 1904 года переведен во 2-й Дагестанский конный полк с переименованием в подъесаулы. Произведен в есаулы 23 июня 1904 года «за выслугу лет». Был ранен. Удостоен ордена Св. Георгия 4-й степени
За отличие в делах против японцев 19 августа 1904 года.
21 марта 1906 года переведен обратно в 44-й драгунский Нижегородский полк, а 6 декабря того же года произведен в подполковники. 13 марта 1910 года переведен в 6-й уланский Волынский полк. Был помощником командира полка по хозяйственной части.
6 мая 1914 года произведен в полковники на вакансию, с переводом в 3-й уланский Смоленский полк, с которым и вступил в Первую мировую войну. Участвовал в походе в Восточную Пруссию. Пожалован Георгиевским оружием
За то, что в боях с 22 июля по 3 августа 1914 года под Эйдкуненом, командуя отрядом в составе двух батальонов, эскадрона и 2-х орудий, оборонял и удержал не только Вержболово, но и Эйдкунен, нанося неприятелю, бывшему в численно превосходных силах, большие потери, захватил даже два пулемета.
15 декабря 1914 года назначен командиром 15-го драгунского Переяславского полка, 20 мая 1915 года отчислен от должности с назначением в резерв чинов при штабе Двинского военного округа. 25 июля 1916 года назначен командиром 6-го уланского Волынского полка. 26 августа 1917 года отчислен от должности с назначением в резерв чинов при штабе Киевского военного округа.
Судьба после 1917 года неизвестна.

## Награды
- Орден Святого Станислава 3-й ст. (ВП 26.02.1902)
- Орден Святой Анны 4-й ст. с надписью «за храбрость» (ВП 18.12.1905)
- Орден Святого Станислава 2-й ст. с мечами (ВП 18.12.1905)
- Орден Святой Анны 2-й ст. с мечами (1905)
- Орден Святого Владимира 4-й ст. с мечами и бантом (1905)
- Орден Святой Анны 3-й ст. с мечами и бантом (ВП 22.01.1906)
- Орден Святого Георгия 4-й ст. (ВП 10.04.1906)
- Георгиевское оружие (ВП 10.11.1914)